# أحمد بلال (لاعب كرة يد)
أحمد بلال (مواليد 12 مارس 1968) هو لاعب كرة يد معتزل مصري، شارك مع منتخب مصر في أولمبياد 1992، 1996 و2000.

## وصلات خارجية
- أحمد بلال (لاعب كرة يد) على موقع أوليمبيديا (الإنجليزية)